# Le Pin (Charente-Maritime)
Le Pin é uma comuna francesa na região administrativa da Nova Aquitânia, no departamento de Charente-Maritime. Estende-se por uma área de 2,46 km². Em 2010 a comuna tinha 79 habitantes (densidade: 32,1 hab./km²).